# 谭志桂
谭志桂（1962年11月—），浙江上虞人，1982年8月参加工作，1984年9月加入中国共产党。浙江省委党校研究生学历。曾任嵊州市委书记，诸暨市委书记，绍兴市委副书记，现任绍兴市人大常委会主任。

## 简历
曾任共青团绍兴市委工农青年部副部长；共青团绍兴市委常委、工农青年部副部长、部长；共青团绍兴市委副书记；嵊县临城区委副书记（挂职）；椒江市市长助理（挂职）；绍兴市水利电力局副局长、党组成员；绍兴市水利水电局局长、党组副书记、书记；嵊州市委副书记、代市长、市长；嵊州市委书记、人大常委会主任；绍兴市委常委、宣传部部长；绍兴市委常委、诸暨市委书记；绍兴市委副书记、政法委书记；绍兴市人大常委会党组书记等职。
2017年4月任绍兴市第八届人民代表大会常务委员会主任。